# Hahnia oreophila
Hahnia oreophila là một loài nhện trong họ Hahniidae.
Loài này thuộc chi Hahnia. Hahnia oreophila được Eugène Simon miêu tả năm 1898.